# 克勞福德 (莫比爾縣)
克勞福德（英語：Crawford）是一個位於美國阿拉巴馬州莫比爾縣的非建制地區。該地的面積和人口皆未知。

## 地理
克勞福德的座標為30°45′51″N 88°13′40″W / 30.76417°N 88.22778°W，而該地的平均海拔高度為65米（即213英尺）。